# Fédération colombienne de cyclisme
La Fédération colombienne de cyclisme (en espagnol : Federación Colombiana de Ciclismo, ou FCC) organise les disciplines cyclistes en Colombie. La FCC est membre de l'Union cycliste internationale et de la Confédération panaméricaine de cyclisme.